# 胡安·納塔利西奧·岡薩雷斯
胡安·納塔利西奧·岡薩雷斯·帕雷德斯（西班牙語：Juan Natalicio González Paredes，1897年9月8日—1966年12月6日），巴拉圭政治人物、外交官、历史学家及诗人。早年参与全國共和協會—紅黨党务，曾长期侨居外国，莫里尼戈上台后担任驻乌拉圭大使及财政部长，1948年出任巴拉圭总统，但在翌年被推翻，之后改任驻墨西哥大使並最终在墨西哥逝世。